# Sollevamento pesi ai Giochi della XVI Olimpiade - Pesi mediomassimi
La competizione della categoria pesi mediomassimi (fino a 90 kg) di sollevamento pesi ai Giochi della XVI Olimpiade si è svolta il giorno 26 novembre 1956  al Royal Exhibition Building di Melbourne.

## Regolamento
La classifica era ottenuta con la somma delle migliori alzate delle seguenti 3 prove:
- Distensione lenta
- Strappo
- Slancio

Su ogni prova ogni concorrente aveva diritto a tre alzate.

## Risultati
| Pos.    | Atleta                     | Nazione           | Peso Atleta | Totale | Distensione lenta | Distensione lenta | Distensione lenta | Strappo | Strappo | Strappo | Slancio | Slancio | Slancio |
| Pos.    | Atleta                     | Nazione           | Peso Atleta | Totale | 1                 | 2                 | 3                 | 1       | 2       | 3       | 1       | 2       | 3       |
| ------- | -------------------------- | ----------------- | ----------- | ------ | ----------------- | ----------------- | ----------------- | ------- | ------- | ------- | ------- | ------- | ------- |
| Oro     | Arkadij Vorob'ëv           | Unione Sovietica  | 89,8        | 462,5  | 140,0             | 145,0             | 147,5             | 137,5   | 142,5   | 142,5   | 170,0   | 175,0   | 177,5   |
| Argento | David Sheppard             | Stati Uniti       | 88,8        | 442,5  | 140,0             | 140,0             | 145,0             | 137,5   | 137,5   | 137,5   | 165,0   | 165,0   | 185,0   |
| Bronzo  | Jean Debuf                 | Francia           | 87,6        | 425,0  | 122,5             | 127,5             | 130,0             | 122,5   | 127,5   | 130,0   | 162,5   | 167,5   | -       |
| 4       | Mohammad Hassan Rahnavardi | Iran              | 89,5        | 425,0  | 127,5             | 135,0             | 140,0             | 122,5   | 127,5   | 130,0   | 157,5   | 162,5   | 162,5   |
| 5       | Ivan Veselinov             | Bulgaria          | 88,6        | 407,5  | 127,5             | 132,5             | 135,0             | 120,0   | 125,0   | 125,0   | 155,0   | 155,0   | 160,0   |
| 6       | Tan Kim Bee                | Malesia           | 86,2        | 395,0  | 112,5             | 117,5             | 117,5             | 115,0   | 122,5   | 127,5   | 150,0   | 155,0   | 160,0   |
| 7       | Lennox Kilgour             | Trinidad e Tobago | 89,1        | 390,0  | 122,5             | 127,5             | 132,5             | 112,5   | 117,5   | 122,5   | 140,0   | 145,0   | 150,0   |
| 8       | Leonard Treganowan         | Australia         | 89,7        | 390,0  | 117,5             | 117,5             | 122,5             | 117,5   | 122,5   | 122,5   | 150,0   | 150,0   | 155,0   |
| 9       | Sydney Harrington          | Gran Bretagna     | 88,2        | 385,0  | 110,0             | 115,0             | 115,0             | 112,5   | 117,5   | 120,0   | 145,0   | 152,5   | 157,5   |
| 9       | Manny Santos               | Australia         | 88,2        | 385,0  | 120,0             | 125,0             | 130,0             | 110,0   | 115,0   | 115,0   | 150,0   | 150,0   | 160,0   |
| 11      | Kamineni Eswara Rao        | India             | 88,4        | 380,0  | 117,5             | 117,5             | 122,5             | 100,0   | 110,0   | 115,0   | 135,0   | 142,5   | 147,5   |
| 12      | Bruno Barabani             | Brasile           | 89,7        | 367,5  | 105,0             | 110,0             | 115,0             | 112,5   | 117,5   | 120,0   | 145,0   | 145,0   | 155,0   |
| -       | Carlos Seigeshifer         | Argentina         | 89,5        | -      | 117,5             | 122,5             | 125,0             | 112,5   | 117,5   | 117,5   | 150,0   | 150,0   | 150,0   |
| -       | Czesław Białas             | Polonia           | 89,6        | -      | 130,0             | 135,0             | 135,0             | 120,0   | 125,0   | 125,0   | -       | -       | -       |
| -       | Park Dong-Cheol            | Corea del Sud     | 87,6        | -      | 115,0             | 120,0             | 122,5             | 120,0   | 125,0   | 125,0   | -       | -       | -       |